# Krajowe Eliminacje 2017
La quarta edizione della Krajowe Eliminacje si è tenuta il 18 febbraio 2017 presso la sede di TVP a Varsavia, ed ha selezionato il rappresentante della Polonia all'Eurovision Song Contest 2017 di Kiev, capitale ucraina.
La selezione è stata vinta da Kasia Moś con Flashlight.

## Organizzazione
L'emittente polacca Telewizja Polska (TVP) ha confermato la partecipazione all'Eurovision Song Contest 2017, ospitato dalla capitale ucraina di Kiev, il 12 settembre 2016, confermando il 28 dicembre l'organizzazione della Krajowe Eliminacje come metodo di selezione nazionale.
Tuttavia l'emittente, rispetto alle passate edizioni, ha introdotto un vincolo di nazionalità, accettando solo artisti di cittadinanza polacca, e introducendo per la prima volta la presenza di una giuria.
Secondo il sito eurowizja.org, gestito da OGAE Polska, la finale dell'evento è stata vista da 2,34 milioni (prima parte) e 2,67 milioni (seconda parte) di spettatori con uno share del 14,85% (prima parte) e del 18,26% (secondo parte).

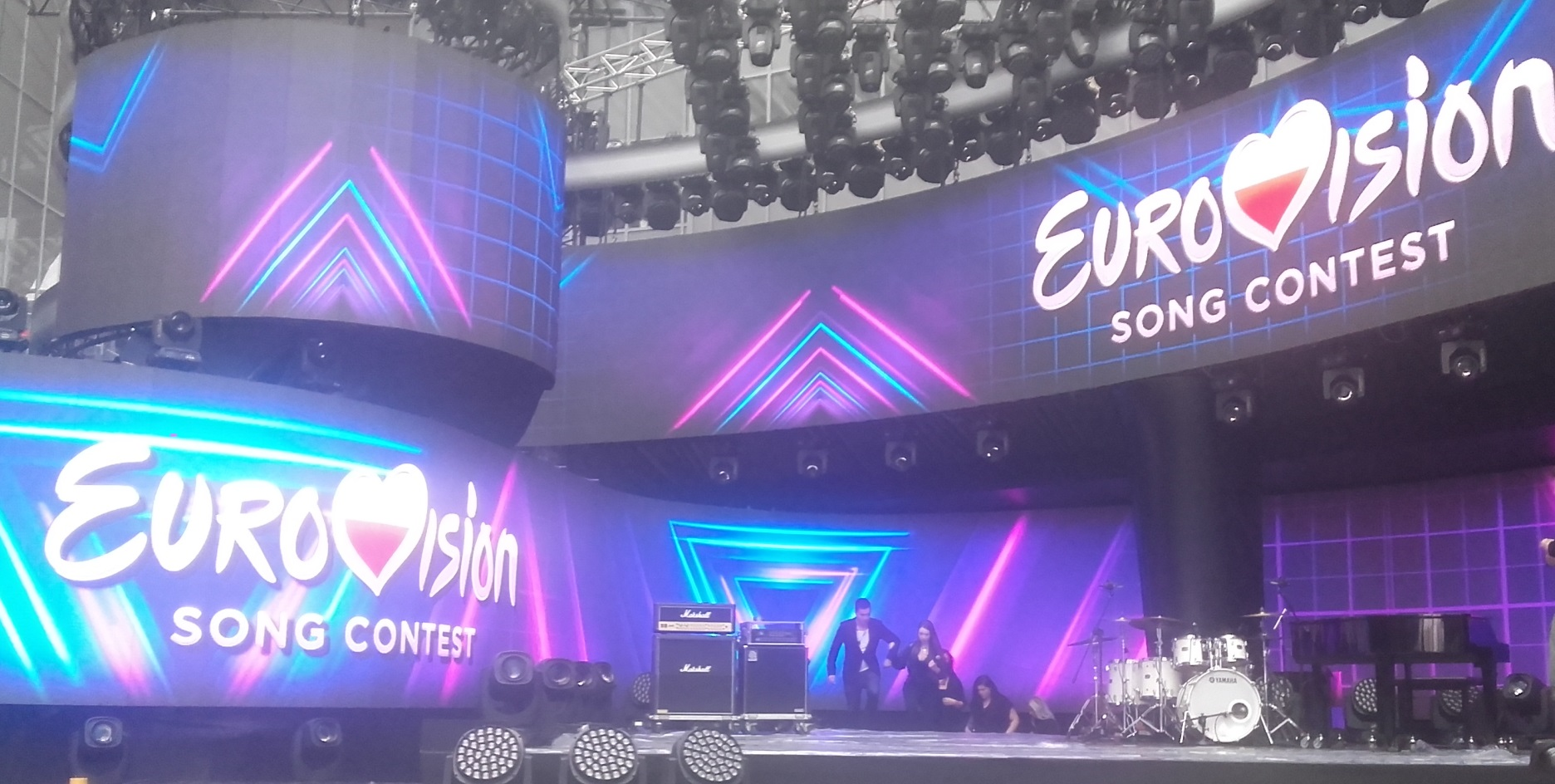
Il palco della Krajowe Eliminacje 2017

### Voto
In finale il voto è stato composto in parte da una giuria composta da 5 membri e dal televoto, mentre nel caso di un pareggio sarebbe avanzato il concorrente con i voti del televoto più alto.

#### Giuria
La giuria per la Krajowe Eliminacje è stata composta da:
- Alicja Węgorzewska, cantante e attrice;
- Maria Sadowska, cantante, sceneggiatrice, regista e produttrice discografica;
- Robert Janowski, cantante, presentatore televisivo, veterinario e giornalista;
- Włodzimierz Pawlik, compositore e pianista jazz;
- Krzesimir Dębski, compositore, direttore d'orchestra e violinista.

## Partecipanti
La lista dei partecipanti è stata annunciata dall'emittente l'11 febbraio 2017:
| Artista          | Brano               | Lingua  | Compositori                                                |
| ---------------- | ------------------- | ------- | ---------------------------------------------------------- |
| Agata Nizińska   | Reason              | Inglese | Allan Rich, Jud Friedman, Marcin Kindla                    |
| Aneta Sablik     | Ulalala             | Inglese | Aneta Sablik, Kevin Zuber, Maciej Puchalski, Heavynn Gates |
| Carmell          | Faces               | Inglese | Małgorzata Bernatowicz, Marcin Kurczarski, Paweł Jurczak   |
| Isabell Otrębus  | Voiceless           | Inglese | David Kreuger, Fredrik Kempe                               |
| Kasia Moś        | Flashlight          | Inglese | Kasia Moś, Pete Baringger, Rickard Bonde Truumeel          |
| Lanberry         | Only Human          | Inglese | Lanberry, Piotr Siejka, Sarah Reeve                        |
| Martin Fitch     | Fight for Us        | Inglese | Marcin Mroziński, Sean Kennedy                             |
| Olaf Bressa      | You Look Good       | Inglese | Ashley Hicklin, Rufus Hamsen, Farchard Samadzada           |
| Paulla           | Chcę tam z Tobą być | Polacco | Michał Kacprzak                                            |
| Rafał Brzozowski | Sky Over Europe     | Inglese | Marcin Dutkiewicz, Marcin Kindla                           |

## Finale
La finale si è tenuta alle 20:30 (UTC+1) del 18 febbraio 2017 presso la sede di TVP a Varsavia ed è stata presentata da Artur Orzech. L'evento è stato trasmesso dai canali televisivi TVP1 e TVP Polonia e anche sul sito dell'emittente dedicato all'Eurovision Song Contest, eurowizja.tvp.pl.
Si sono esibiti come interval acts: Michał Szpak (rappresentante della Polonia all'Eurovision Song Contest 2016 e vincitore della passata edizione della Krajowe Eliminacje), Doda & Virgin e Olivia Wieczorek (rappresentante della Polonia al Junior Eurovision Song Contest 2016).
| #  | Artista          | Titolo              | Punteggio | Punteggio | Punteggio | Posizione |
| #  | Artista          | Titolo              | Giuria    | Televoto  | Totale    | Posizione |
| -- | ---------------- | ------------------- | --------- | --------- | --------- | --------- |
| 1  | Martin Fitch     | Fight for Us        | 6         | 2         | 8         | 7         |
| 2  | Lanberry         | Only Human          | 3         | 5         | 8         | 6         |
| 3  | Isabell Otrębus  | Voiceless           | 9         | 6         | 15        | 4         |
| 4  | Paulla           | Chcę tam z Tobą być | 4         | 3         | 7         | 8         |
| 5  | Olaf Bressa      | You Look Good       | 1         | 1         | 2         | 10        |
| 6  | Kasia Moś        | Flashlight          | 10        | 19        | 29        | 1         |
| 7  | Aneta Sablik     | Ulalala             | 2         | 4         | 6         | 9         |
| 8  | Rafał Brzozowski | Sky Over Europe     | 8         | 8         | 16        | 2         |
| 9  | Carmell          | Faces               | 5         | 10        | 15        | 3         |
| 10 | Agata Nizińska   | Reason              | 7         | 7         | 14        | 5         |

## Controversie
- Con l'annuncio dei partecipanti è stato notato che la versione polacca del brano Only Human di Lanberry, intitolata Piątek, era stata caricata come videoclip su YouTube il 5 agosto 2016, quindi al di fuori dei limiti imposti dall'Unione europea di radiodiffusione (UER) per la partecipazione all'Eurovision Song Contest 2017. Nonostante ciò l'emittente, con il benestare dell'UER, ha permesso alla cantante di prendere parte alla competizione.[8]
- Il brano Fight for Us del cantante Martin Fitch è stato sospettato di essere un plagio del singolo Treat You Better del cantautore canadese Shawn Mendes, tuttavia non sono seguite azioni legali al riguardo.[9]

## All'Eurovision Song Contest

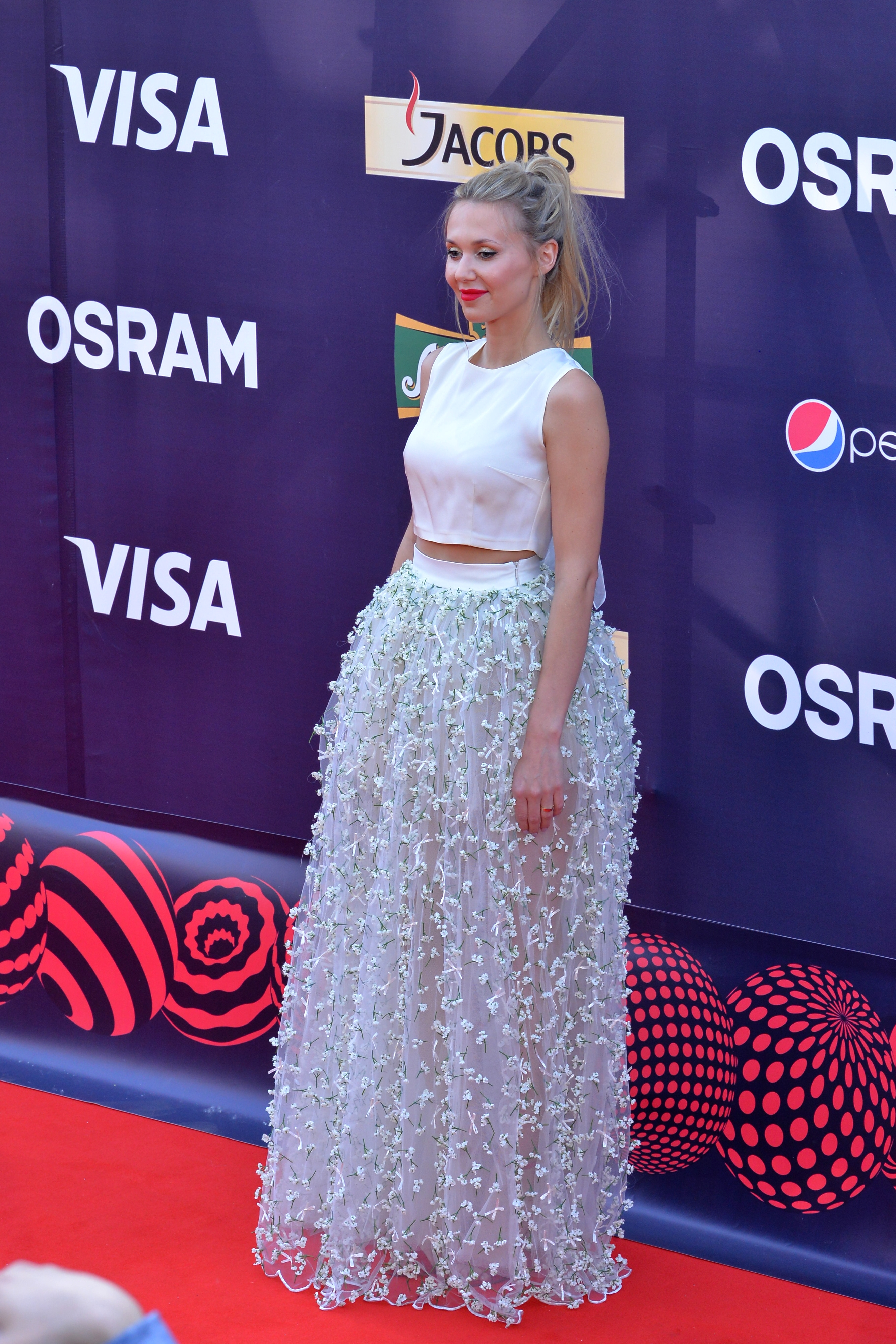
Kasia Moś sul red carpet dell'Eurovision Song Contest 2017

### Verso l'evento
Kasia Moś, per promuovere il proprio brano, ha preso parte a diversi eventi: l'Eurovision Pre-Party (Riga, 25 marzo 2017), il London Eurovision Party (Londra, 2 aprile 2017), l'Israel Calling (Tel Aviv, 3-6 aprile 2017), l'Eurovision in Concert (Amsterdam, 8 aprile 2017) e l'Eurovision Spain Pre-Party (Madrid, 15 aprile 2017).

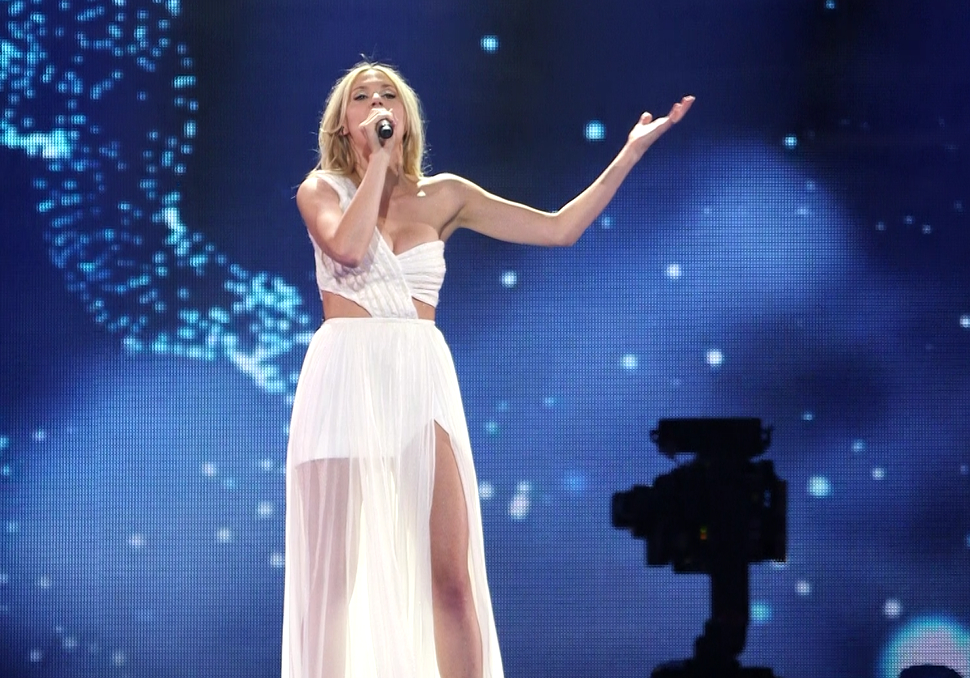
Kasia Moś durante le prove costume dell'evento

### Performance
La performance ha subito alcuni cambiamenti rispetto a quella della selezione nazionale: la cantante, in abito bianco, è al centro della scena, affiancata dal fratello violinista Mateusz Moś, mentre il display retrostante proietta immagini di animali luminescenti.
La Polonia si è esibita 11ª nella prima semifinale, classificandosi 9ª con 119 punti e qualificandosi per la finale, nella quale, esibendosi 2ª, si è classificata al 22ª con 64 punti.

### Trasmissione dell'evento e commentatori
L'evento è stato trasmesso interamente dal vivo su TVP1 e TVP Polonia con il commento in polacco di Artur Orzech. Le tre serate sono state trasmesse in replica su TVP Rozrywka.

### Voto

#### Giuria e portavoce
La giuria polacca per l'Eurovision Song Contest 2017 è stata composta da:
- Piotr Iwicki, direttore dell'Orchestra radiofonica polacca e presidente di giuria;
- Grzegorz Urban, compositore, arrangiatore e pianista;
- Magda Steczkowska, cantante;
- Marek Dutkiewicz, paroliere;
- Magdalena Tul, cantante (rappresentante della Polonia all'Eurovision Song Contest 2011).

La portavoce dei punti della giuria in finale è stata Anna Popek.

#### Punti assegnati alla Polonia
| Giurie (11° con 50 punti)  | Giurie (11° con 50 punti) | Giurie (11° con 50 punti)                        | Giurie (11° con 50 punti)               | Giurie (11° con 50 punti) |
| 12                         | 10                        | 8                                                | 7                                       | 6                         |
| -------------------------- | ------------------------- | ------------------------------------------------ | --------------------------------------- | ------------------------- |
| - Australia                |                           | - Repubblica Ceca                                |                                         | - Regno Unito             |
| 5                          | 4                         | 3                                                | 2                                       | 1                         |
|                            | - Belgio - Slovenia       | - Azerbaigian - Lettonia                         | - Albania - Armenia - Cipro - Finlandia | - Moldavia - Portogallo   |
| Televoto (6° con 69 punti) |                           |                                                  |                                         |                           |
| 12                         | 10                        | 8                                                | 7                                       | 6                         |
| - Regno Unito              |                           | - Belgio - Italia - Repubblica Ceca              |                                         | - Svezia                  |
| 5                          | 4                         | 3                                                | 2                                       | 1                         |
| - Islanda                  |                           | - Cipro - Georgia - Lettonia - Moldavia - Spagna | - Albania - Armenia - Grecia            | - Azerbaigian             |

| Giurie (23° con 23 punti)   | Giurie (23° con 23 punti) | Giurie (23° con 23 punti)     | Giurie (23° con 23 punti) | Giurie (23° con 23 punti)      |
| 12                          | 10                        | 8                             | 7                         | 6                              |
| --------------------------- | ------------------------- | ----------------------------- | ------------------------- | ------------------------------ |
|                             |                           |                               | - Bulgaria                | - Azerbaigian                  |
| 5                           | 4                         | 3                             | 2                         | 1                              |
|                             | - Slovenia                |                               | - Australia - Bielorussia | - Repubblica Ceca - San Marino |
| Televoto (12° con 41 punti) |                           |                               |                           |                                |
| 12                          | 10                        | 8                             | 7                         | 6                              |
|                             | - Regno Unito             |                               | - Irlanda                 |                                |
| 5                           | 4                         | 3                             | 2                         | 1                              |
| - Svezia                    | - Belgio                  | - Islanda - Italia - Norvegia | - Austria - Germania      | - Francia - Paesi Bassi        |

#### Punti assegnati dalla Polonia
| Punti | Giuria          | Televoto   |
| ----- | --------------- | ---------- |
| 12    | Portogallo      | Portogallo |
| 10    | Georgia         | Moldavia   |
| 8     | Australia       | Belgio     |
| 7     | Belgio          | Cipro      |
| 6     | Armenia         | Armenia    |
| 5     | Slovenia        | Svezia     |
| 4     | Svezia          | Finlandia  |
| 3     | Repubblica Ceca | Slovenia   |
| 2     | Grecia          | Grecia     |
| 1     | Finlandia       | Islanda    |

| Punti | Giuria      | Televoto    |
| ----- | ----------- | ----------- |
| 12    | Portogallo  | Belgio      |
| 10    | Belgio      | Portogallo  |
| 8     | Paesi Bassi | Bulgaria    |
| 7     | Australia   | Romania     |
| 6     | Bulgaria    | Moldavia    |
| 5     | Regno Unito | Ungheria    |
| 4     | Svezia      | Bielorussia |
| 3     | Norvegia    | Svezia      |
| 2     | Armenia     | Ucraina     |
| 1     | Azerbaigian | Croazia     |